# خستگی در حد مرگ
خستگی در حد مرگ (فرانسوی: Grosse Fatigue‎) یک فیلم کمدی فرانسوی به کارگردانی میشل بلان محصول سال ۱۹۹۴ است. این فیلم در سال ۱۹۹۴ در جشنواره فیلم کن حضور یافت.